# Københavns Kammerkor
Københavns Kammerkor var et klassisk kammerkor, der blev stiftet 19. januar 1944 af organist Arne Bertelsen. 
Arne Bertelsen tiltrådte samme år som organist ved Messiaskirken i Hellerup og Københavns Kammerkor havde i flere årtier et frugtbart samarbejde med Messiaskirkens Ungdomskor og Kantori om opførelse af større værker.
Københavns Kammerkor deltog i juni 1948 i en international korkonkurrence i Wales. Samme år udgav koret flere plader sammen med sangeren Frans Andersson med sangene Jeg har hørt om en stad og Jeg ved et træ, og ikke mindst Den hellige stad, som blev et radiohit. I 50’erne og 60’erne var Københavns Kammerkor aktivt med at opføre ny dansk kirkelig musik og samarbejdede blandt andet med Knud Jeppesen og Finn Viderø, som deltog på en rejse med koret til Oslo i 1949.
Arne Bertelsen dirigerede Københavns Kammerkor i over 40 år frem til 1986, hvor Thomas von Jessen tog over. Koret gennemgik i 80’erne og 90’erne et generationsskifte og fik atter mod på store værker med orkester, bl.a. Johannespassionen i samarbejde med Niels Kjølhede i 99 og 01 og Messias, 1. og 2. del i 02 og 3. del i 04.
Thomas von Jessen dirigerede koret til og med 1999. Derefter overtog Erik Poppe indtil sin død i 2003. Silvia Berg dirigerede koret fra 2003-08 og bragte nye samarbejdsrelationer med andre københavnske kor. Bl.a. stod koret i en årrække for et kulturnatsarrangement med flere andre kor i LiteraturHaus på Nørrebro.
Siden 2008 er Københavns kammerkor blevet dirigeret af Alexander Noval og i samme periode har korets tilholdssted været Davids Kirke på Østerbro, hvor der igennem 2010'erne var et godt samarbejde med kirken om koncerter, herunder De 9 læsninger hvert år i december. I den periode har koret igen gennemført flere udlandsrejser til europæiske korarrangementer.
Københavns Kammerkor omdannede sig i 2014 til et kvindekor og tog hul på et nyt repertoire af originale eller omarrangerede værker for lige stemmer. I maj 2023 opførtes Bob Chillcotts Nidaros Jazz Mass, som er komponeret i 2012.
I marts 2024 måtte det 80-årige kor nedlægge sig selv som følge af manglende medlemstilgang.